# Marius Marinescu
Marius Marinescu (n. 30 septembrie 1957) este un senator român în legislatura 2004-2008 ales în municipiul București pe listele partidului PD.

## Legi
Printre legiile inițiate de senatorul Marius Marinescu, legi care sunt in vigoare și la ora actuală, se numără:
- Legea nr.380/2006, cu privire la desecretizarea achizițiilor publice;
- Legea nr.394/2006, cu privire la sponsorizări;
- Legea nr.330/2006, cu privire la interzicerea Duty Free-urilor terestre;
- Legea nr.250/2006, cu privire la organizarea Guvernului României;
- Legea nr.188/2007, cu privire la desecretizarea privatizărilor;
- Legea nr.170/2008, cu privire la declararea de utilitate publică a Parcului Bordei;
- Legea nr.239/2008, cu privire la instituirea indemnizației de merit personalitaților de prestigiu din cultura, stiința și sport;
- Legea nr.37/2008, cu privire la organizarea activității de transfuzie sanguină;
- Legea nr.144/2008, cu privire la inființarea de scoli în satele izolate;
- Legea nr.234/2008, cu privire la interzicerea petrecerilor între blocuri;
- Legea nr.214/2008, cu privire la respectarea drepturilor de proprietate privată;
- Legea nr.9/2008, cu privire la protecția animalelor.

Sursa de pe pag. Camerei Deputațiilor a Romăniei Arhivat în 4 martie 2016, la Wayback Machine.

## Comisii Parlamentare
De asemenea, la propunerea senatorului Marius Marinescu, s-au constituit comisii parlamentare de anchetă:
- Comisiei de anchetă având drept scop investigarea condițiilor de legalitate privind privatizarea Societății Naționale a Petrolului «Petrom» - S.A.[1]
- Comisia comună de anchetă a Camerei Deputaților și Senatului privind cazul «Parcul Bordei»[2]